# 1956 في فرنسا
فيما يلي قوائم الأحداث التي وقعت خلال عام 1956 في فرنسا.

## سياسة

### تعيين في المنصب
- 2 يناير – أحمد سيكو توري نائب فرنسي.
- 2 يناير – كريستيان بونيت نائب فرنسي.
- 2 يناير – هوبير ماغا نائب فرنسي.
- 19 يناير – جورج بونيت نائب فرنسي.
- 19 يناير – روبير شومان نائب فرنسي.
- 19 يناير – فرنسوا ميتران نائب فرنسي.

## رياضة
- 1 يناير – سباق باريس روبيه 1956
- 1 يوليو – جائزة فرنسا الكبرى 1956 الفائز بيتر كولينز.

## ظهور
- 1 يناير – شركة الانشاءات الميكانيكية النورمندية

## أفلام
من الأفلام التي صدرت هذه السنة في فرنسا:
- 1 يناير – هيلين الطروادية من إخراج راؤل والش، روبرت وايز، سرجيو ليون.
- 17 أكتوبر – حول العالم في 80 يوما من إخراج مايكل أندرسون (مخرج أفلام)، جون فارو.[1]

## كتب
من الكتب التي صدرت هذه السنة في فرنسا:
- 1 يناير – السقطة من تأليف ألبير كامو.
- 1 يناير – نحو مكتبة مثلى من تأليف ريمون كينو.

## مواليد

### يناير
- 1 يناير – بيير لوران ممثل فرنسي.
- 1 يناير – كريستين لاغارد[2]

### فبراير
- 15 فبراير – هيرفي جيلو متسابق دراجات نارية فرنسي.
- 25 فبراير – باسكال بونيفاس[3]
- 26 فبراير – ميشال ويلبك كاتب فرنسي.[4]

### مارس
- 4 مارس – فيليب ماهو لاعب كرة قدم فرنسي.[5]

### أبريل
- 2 أبريل – مارك كارو مخرج أفلام فرنسي.[6]
- 3 أبريل – بريجيت بويسيلييه كيميائية فرنسية.
- 7 أبريل – جوزيان بوست درّاجة طريق فرنسية.
- 16 أبريل – كاثرين كولونا دبلوماسية فرنسية.

### مايو
- 1 مايو – كاثرين فروت ممثلة فرنسية.[7]
- 18 مايو – كاترين كورسيني[8]
- 20 مايو – جان لويس ديسفينيز لاعب كرة قدم فرنسي.[9]

### يونيو
- 1 يونيو – باتريك بيسون كاتب فرنسي.[10]
- 15 يونيو – جوزيف زيس

### يوليو
- 3 يوليو – هنري بول[11]

### أغسطس
- 2 أغسطس – ميشال بارنيي ممثلة فرنسية.[12]
- 11 أغسطس – بيير لويس ليونز
- 19 أغسطس – فتحي شبال لاعب كرة قدم جزائري.[13]

### سبتمبر
- 12 سبتمبر – كليمون جونسون لاعب كرة سلة أمريكي.
- 27 سبتمبر – باسكال سايمون درّاج طريق فرنسي.
- 27 سبتمبر – جوزيه باسكواليتي لاعب كرة قدم.

### أكتوبر
- 7 أكتوبر – ألان بيران لاعب كرة قدم.
- 17 أكتوبر – غاي ستيفان لاعب كرة قدم.[14]
- 20 أكتوبر – مارك فونتان متسابق دراجات نارية فرنسي.
- 22 أكتوبر – فيليب لي جواي

### ديسمبر
- 1 ديسمبر – كلار شازال صحفية فرنسية.
- 9 ديسمبر – أنتوني ألدا
- 16 ديسمبر – كاثرين جاكوب ممثلة فرنسية.[15]
- 22 ديسمبر – فيليب هاريل[16]
- 27 ديسمبر – كارين هيوز سياسية أمريكية.

## وفيات

### فبراير
- 3 فبراير – إيميل بوريل (مواليد 1871)[17]
- 5 فبراير – فرانسوا بيير أليب (مواليد 1886)[18]
- 18 فبراير – غوستاف شاربنتييه (مواليد 1860) ملحن فرنسي.[19]

### مارس
- 17 مارس – إيرين جوليو-كوري (مواليد 1897)[20]

### يونيو
- 3 يونيو – أوغست شوفالييه (مواليد 1873) عالم نبات فرنسي.
- 7 يونيو – جوليان بيندا (مواليد 1867)[21]

### أغسطس
- 3 أغسطس – إيمل ماتيس (مواليد 1880)[22]

### سبتمبر
- 4 سبتمبر – أوغوستين تشانتريل (مواليد 1906) لاعب كرة قدم فرنسي.[23]
- 9 سبتمبر – بول كولاس (مواليد 1880) لاعب رماية فرنسي.
- 11 سبتمبر – لوسيان فيبر (مواليد 1878) مؤرخ فرنسي.

### أكتوبر
- 1 أكتوبر – وليم مرسيه (مواليد 1872) بروفيسور فرنسي.[24]
- 16 أكتوبر – جول ريميه (مواليد 1873) لاعب كرة قدم فرنسي.[25]
- 29 أكتوبر – لويس روزيه (مواليد 1905)